# 玛丽昂·罗斯
玛丽昂·罗斯（德語：Marion Rohs，20世纪—），德国女子赛艇运动员。她曾代表东德参加荷兰阿姆斯特丹举行的1977年世界赛艇锦标赛，获得女子四人单桨有舵手金牌。